# グロリアスセイバー
『グロリアスセイバー』は、ケムコより配信されているRPG。

## あらすじ
300年前に魔王を倒したと伝えられる英雄の剣が、何者かに盗み出されてしまう。
主人公のアキは、国王の命を受け、剣を奪還するため旅立った。

## 登場人物
アキ
声 - 保志総一朗
主人公。20歳。男性。シーズン王国の貴族。
身分に関係なく人と接する優しい性格。
貴族や騎士たちからの評判は悪いが、国王やキサラギ姫の信任は厚く、直々の命令で英雄の剣捜索に当たることとなった。
マフユ
声 - 尾崎真実
17歳。女性。アキの従者。
孤児だったが剣と魔法と学問の才を見込まれ、8年前にアキの父に引き取られた。
アキの父の命令でアキの旅に同行する。
セイカ
声 - 高田初美
28歳。女性。魔道士。
魔道士ギルドに入るが、ギルド内の派閥争いや権力闘争に幻滅し、仕事に対する情熱を失った。
現在はギルドを退職しており、転職活動中。
ハル
声 - 竹内仁美
16歳。女性。戦士。
幼い頃から戦うための訓練を受けてきたが、生来温和な性格をしている。
村を飛び出し、都会の酒場でウェイトレスとして働きながら、吟遊詩人を目指している。
サマー
声 - 中澤まさとも
26歳。男性。シーズン王国の騎士団長。
頭脳は明晰、剣術にも優れ、若くして騎士団長に任命された。民衆からの評判も高く、次期国王と目されている。
キサラギ姫
シーズン王国の姫。16歳。アキの幼なじみであり、密かにアキを恋している。
国王の一人娘であり、キサラギ姫の結婚相手は次期国王となる。
リッシュウ
リッシュウ村の村長。25歳。剣と魔法の使い手。
ジョヤ
モンスーン町の町長の妹。18歳。リッシュウの恋人。